# Liguanea
Liguanea est un faubourg de Kingston, sur l'île de la Jamaïque. Elle tire son nom d'un mot taïno désignant une espèce d'iguane endémique sur l’île, apprécié pour sa chair.

## Géographie
Du point de vue du relief, les plaines de Liguanea, formées d'alluvions fertiles, s'étirent vers le sud en direction de Kingston Harbour, mais ne constituent qu'une petite partie de la paroisse civile de Saint-Andrew ; du point de vue économique, Liguanea désigne une zone d'activités distincte, s'étendant d'est en ouest de Half-Way-Tree (jusqu'à Jamaïca House) à Papine (entrée de UTech), et du nord au sud, de Millsborough (Barbican Road) à New Kingston (de Mountain View Road à Trafalgar Road).
Le cœur du district suburbain de Liguanea est le carrefour  de Matilda's Corner, au croisement de Hope Road et d’Old Hope Road. Ses commerces desservent le quartier alentour ainsi que le quartier voisin de Papine. Cette zone abrite quelques îlots résidentiels, tels Mona, Wellington, Mona Heights, Hope Pastures, Trafalgar Park et Beverly Hills, mais il faut aussi mentionner la présence de plusieurs ghettos : ceux de Sandy Gully, Stand Pipe et Chambers Lane/Air Pipe.

## Lieux touristiques
- Parc zoologique et jardins Botaniques Royaux
- Centre des Arts Contemporains
- Musée Bob Marley
- Édifices religieux : on retrouve les multiples confessions de l'île, depuis l'Église catholique (Liguanea est le siège de l'archevêché de la Jamaïque) aux Adventistes du Septième Jour, en passant par l'Église anglicane (et son columbarium), l’Église Pentecôtiste et les Méthodistes (le temple méthodiste de Providence Methodist Church, sur Old Hope Road, avec son cimetière, est le plus ancien édifice de la région).
- Commerces : il y a trois hypermarchés et de nombreuses supérettes, trois banques, un entrepreneur immobilier, un bureau de poste, quatre pharmacies, des marchands d'instruments de musique, sept coiffeurs ou salons de beauté, deux clubs de gymnastique, etc.
- Restaurants : on trouve ici la plus forte concentration de restaurants chinois de toute la Jamaïque - huit en tout. Hormis les pizzerias, une boulangerie (The Cake Shoppe) vend des pâtisseries typiquement jamaïcaines.

## Administration
- Ministère de l'agriculture et des Mines
- Université des Indes occidentales - enseignement de Sciences et Médecine
- L’Université de Technologie de la Jamaïque - cursus de sciences de l'ingénieur, d'informatique, d'architecture et de pharmacie.
- Institut de Management du Développement (MIND)
- Hôpital National Chest, hôpital Andrews Memorial
- CHU des Indes Occidentales,
- Commissariat du comté
- Institut des sourds-muets
- Direction de l'eau potable de la Jamaïque
- Vale Royal - résidence officielle du Premier Ministre
- Jamaica House - bureaux du Premier Ministre
- King’s House - résidence officielle du Gouverneur-Général
- L'ambassade américaine de Jamaïque.

## Célébrités
- Kemmarie Blake et Keta-gaye Cummings

## Sports

### Équipes sportives de la Ville
Le rugby à XIII se développe dans la ville, avec la création d'un club, les dragons de lIguanea,  qui disputent le Championnat de Jamaïque de rugby à XIII.

## Voir également
- Cybercentre de Liguanea
- Caribbean Sculpture Park
- Club Kiwani de Liguanea